# دار المنستيري

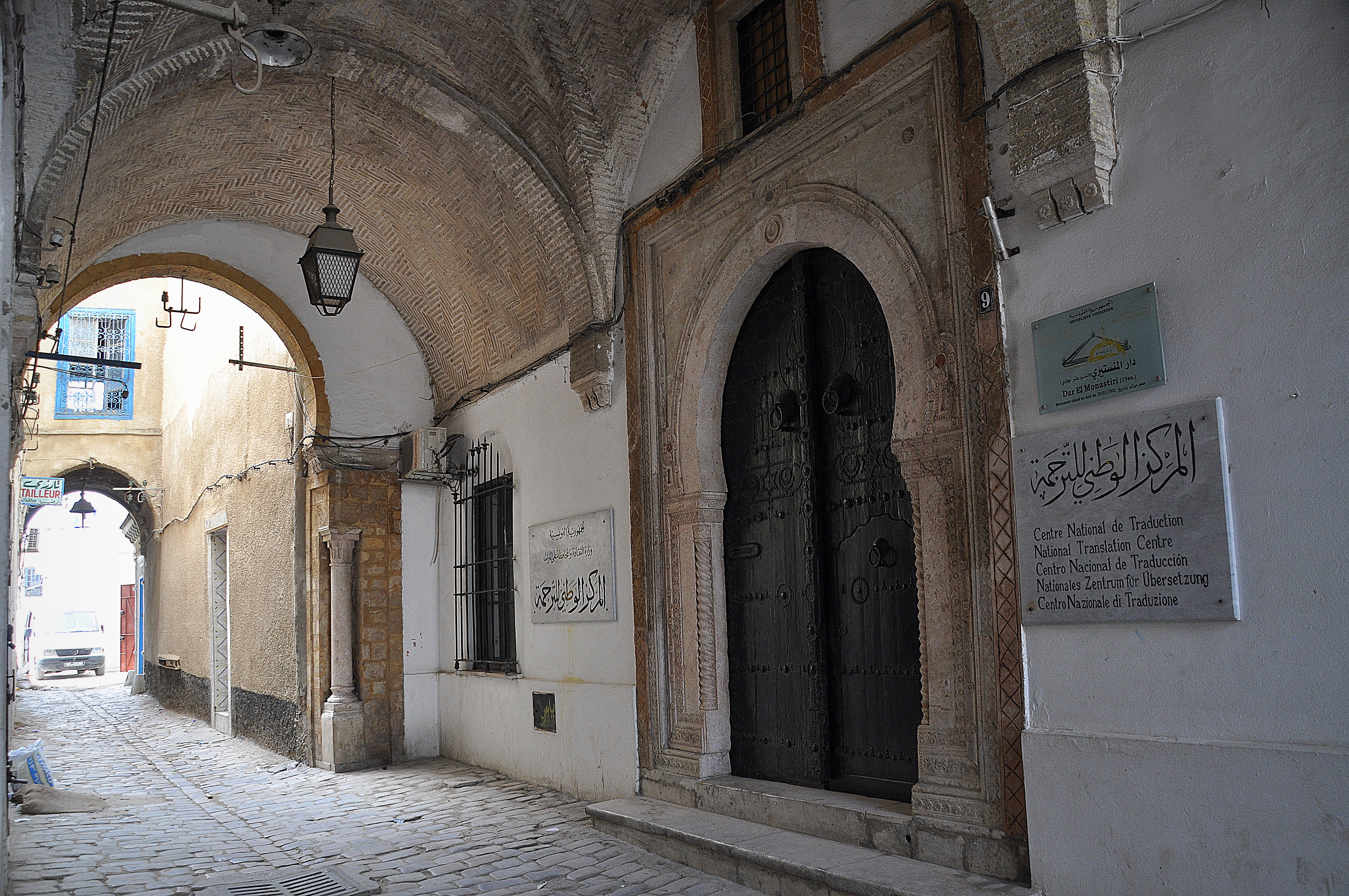
باب دار المنستيري.

دار المنستيري هي قصر يقع في مدينة تونس العتيقة، تحديدا في 9 نهج المنستيري، غير بعيد عن زاوية سيدي محرز.

## التاريخ

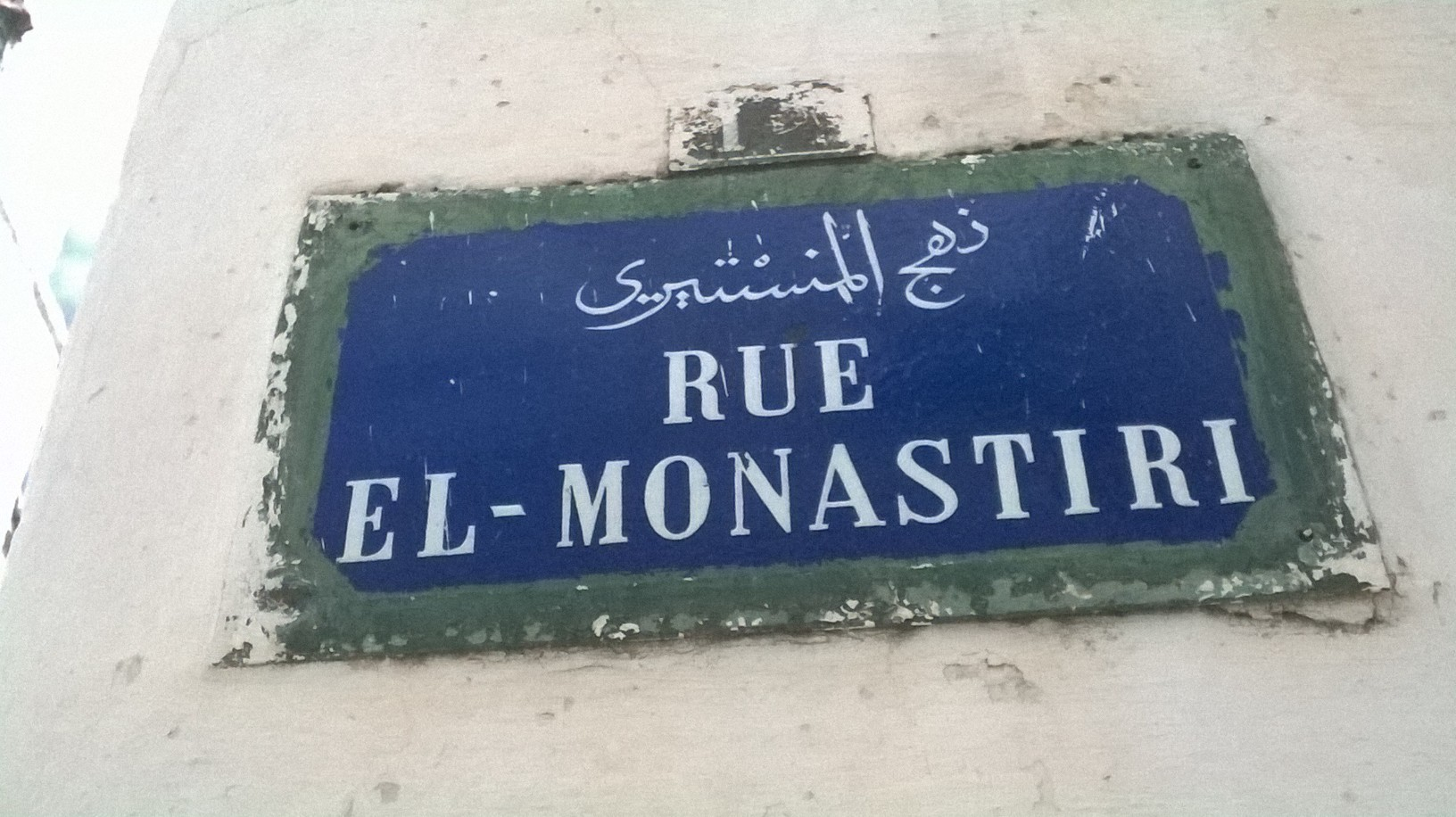
لوحة تبين نهج المنستيري.

تم تشييد هذا المبنى في القرن التاسع عشر تحت حكم محمود باي، من قبل ابنه حسين، الذي أعطاه لمحمد المنستيري، أحد وجهاء المدينة وتاجر شاشية (شواشي). 

ورث المنزل بعد ذلك ابنه محمد، الذي كان يشتغل مثل والده في تجارة الشاشية، قبل أن يصبح رجلا من رجال المخزن بعد اقترابه من العائلة الحسينية. محمد ووالده محمد المنستيري، يرجع أصلهم إلى يوغوسلافيا القديمة، وليست لديهم أية علاقة مع عائلة المستيري التي أسسها الحاج فرج شريف المرزوق الذي ترجع أصوله إلى مدينة المنستير التونسية، والذي يقع مقر سكناه الأساسي في نهج سيدي رصاص في حي باب السويقة. 

أثناء الحماية الفرنسية في تونس، استقبلت دار الدولاتلي في 1924 معهد الفنون والحرف، ثم في 1933، أصبحت مقر ديوان التعليم التقليدي، وبعدها في 1940 كانت مقر المركز الجهوي للفنون التونسية. وأخيرا في 2007، أصبحت مقر المركز الوطني للترجمة.

## الهندسة
باب الدار محاط بالحجر الجيري، مرصع بالخطوط العمودية والأفقية ويفتح على دهليز (دريبة) مستطيل كبير ودهليز آخر أصغر (سقيفة). الفناء يتكون من عمودين ذو ثلاثة أقواس. الطابق الأرضي والطابق العلوي يحتويان على مشربية تفتح على الفناء، هذا الأخير تحيط به غرف منها غرف في شكل T مقلوبة وأخرى عادية. في أعلى الدرج توجد غرفة صغيرة للاستراحة (كشك). 

يوجد كذلك منزل استقبال سياحي فوق جزء من الدهليز المغطى وله باب خاص يفتح على نهج المنستيري، وهو على ملك عائلة الفوراتي، التي تتكون من تجار أثرياء وملاك أراضي، وذلك منذ أن ورثها صالح الفوراتي نحو 1820. شهدت من قبلهم تغييرات في أواخر القرن التاسع عشر: غرف مشتركة، تتكون من مساكن محلية وغرف خزينة ومطابخ حول فناء صغير، أصبحت بعد ذلك مستقلة.

## مقالات ذات صلة
- قصور مدينة تونس